# Списак основних школа у Подунавском округу
Списак државних основних школа у Подунавском управном округу односно Граду Смедереву и општинама Велика Плана и Смедеревска Паланка.

## Општина Велика Плана
| Основна школа               | Адреса                     | Година оснивања | Ранији назив        |
| --------------------------- | -------------------------- | --------------- | ------------------- |
| Велика Плана                |                            |                 |                     |
| ОШ „Карађорђе”              | Војводе Мишића 13          | 1836.           | ОШ „Милош Митровић” |
| ОШ „Надежда Петровић”       | 10. октобра 54             |                 |                     |
| ОШ „Свети Сава”             | Булевар Деспота Стефана 40 |                 |                     |
| Остала места                |                            |                 |                     |
| ОШ „Академик Радомир Лукић” | Милошевац                  |                 |                     |
| ОШ „Вук Караџић”            | Крњево                     |                 |                     |
| ОШ „Други шумадијски одред” | Марковац                   |                 |                     |
| ОШ „Радица Ранковић”        | Трг Првобораца бб, Лозовик | 1835.           |                     |

## Општина Смедеревска Паланка
| Основна школа         | Адреса                   | Година оснивања | Ранији назив |  |
| --------------------- | ------------------------ | --------------- | ------------ |  |
| Смедеревска Паланка   |                          |                 |              |  |
| ОШ „Вук Караџић”      | Жарка Симића бб          |                 |              |  |
| ОШ „Олга Милошевић”   | Француска 4              |                 |              |  |
| ОШ „Радмила Шишковић“ | Змај Јовина 27           |                 |              |  |
| ОШ „Херој Иван Мукер” | Војводе Степе 20         |                 |              |  |
| Остала места          |                          |                 |              |  |
| ОШ „Брана Јевтић“     | Кусадак                  | 1964.           |              |  |
| ОШ „Ђорђе Јовановић”  | Селевац                  |                 |              |  |
| ОШ „Лазар Станојевић” | Ратари                   | 1864.           |              |  |
| ОШ „Милија Ракић“     | Церовац                  |                 |              |  |
| ОШ „Никола Тесла”     | Голобок                  | 1995.           |              |  |
| ОШ „Радомир Лазић“    | Милија Батинића 1, Азања | 1851.           |              |  |
| ОШ „Станоје Главаш”   | Глибовац                 | 1891.           |              |  |